# 20784 Trevorpowers
20784 Trevorpowers (2000 RN56) là một tiểu hành tinh vành đai chính được phát hiện ngày 6 tháng 9 năm 2000 bởi nhóm nghiên cứu tiểu hành tinh gần Trái Đất phòng thí nghiệm Lincoln ở Socorro.